# Economía de Jerez de la Frontera
La economía de Jerez de la Frontera, quinta ciudad de Andalucía por población y primera de la provincia de Cádiz, estaba basada tradicionalmente en la agricultura y el sector industrial vitivinícola, y ha pasado a ser una ciudad centrada en el sector servicios y la hostelería. A fecha de 2023, la ciudad contaba con 11.193 empresas.

## Situación económica

### Datos de empleo y renta
Jerez alcanzó su peor cifra de empleo en 2013: una tasa de paro del 40,40%. A fecha de noviembre de 2023, la tasa se sitúa en el 27,21%, siendo el cuarto municipio de más de 40.000 habitantes con más paro del país, tras La Línea de la Concepción, Ceuta y Algeciras. Dentro de la propia ciudad encontramos barrios con tasas de paro superior al 50% en el Distrito Sur y en el Distrito Oeste, que coexisten con barrios del Distrito Norte y del propio Distrito Sur con tasas de paro inferiores al 12%, según los datos del último trimestre de 2023 del Instituto de Estadística y Cartografía de Andalucía (IECA). En las siguientes tablas se muestran los datos de Jerez y de otros municipios:
| Gráfica de evolución de la tasa de paro de Jerez de la Frontera entre 2006 y 2023 |
|                                                                                   |
| Datos expresados en %.                                                            |

| \| Tasa de desempleo (junio de 2024) \| Tasa de desempleo (junio de 2024) \| Tasa de desempleo (junio de 2024) \| Tasa de desempleo (junio de 2024) \| Tasa de desempleo (junio de 2024) \| \| --------------------------------- \| --------------------------------- \| --------------------------------- \| --------------------------------- \| --------------------------------- \| \| Municipios \| Municipios \| \| Tasa de desempleo \| Tasa de desempleo \| \| Jerez de la Frontera \| Jerez de la Frontera \| \| 24,43% \| 24,43% \| \| Algeciras \| Algeciras \| \| 24,64% \| 24,64% \| \| Cádiz \| Cádiz \| \| 21,12% \| 21,12% \| \| Sevilla \| Sevilla \| \| 17,62% \| 17,62% \| \| Málaga \| Málaga \| \| 17,11% \| 17,11% \| \| Madrid \| Madrid \| \| 7,30% \| 7,30% \| |                      |  |                   |                   |
| Tasa de desempleo (junio de 2024) |                      |  |                   |                   |
| Municipios | Municipios           |  | Tasa de desempleo | Tasa de desempleo |
| Jerez de la Frontera | Jerez de la Frontera |  | 24,43%            | 24,43%            |
| Algeciras | Algeciras            |  | 24,64%            | 24,64%            |
| Cádiz | Cádiz                |  | 21,12%            | 21,12%            |
| Sevilla | Sevilla              |  | 17,62%            | 17,62%            |
| Málaga | Málaga               |  | 17,11%            | 17,11%            |
| Madrid | Madrid               |  | 7,30%             | 7,30%             |

En 2021, la renta bruta media del municipio se situaba en los 24.979€, siendo la quinta más baja entre los municipios de más de 100.000 habitantes, sólo por encima de Elche, Parla, Telde y Fuenlabrada.Sin embargo, Jerez es también una de las ciudades con menor coste de vida en España.
| Gráfica de evolución de renta bruta media de Jerez de la Frontera entre 2013 y 2021 |
|                                                                                     |
| Datos expresados en euros.                                                          |

### Distribución de la renta
En 2022, el Coeficiente de Gini, que mide la desigualdad en la distribución de los ingresos, era del 0,318, muy similar al de España: 0,32 (0 se corresponde con la perfecta igualdad). En la siguiente tabla se muestran los datos de Jerez y de otros municipios, según el Instituto Nacional de Estadística (INE):
| \| Coeficiente de Gini (2022) \| Coeficiente de Gini (2022) \| Coeficiente de Gini (2022) \| Coeficiente de Gini (2022) \| Coeficiente de Gini (2022) \| \| -------------------------- \| -------------------------- \| -------------------------- \| -------------------------- \| -------------------------- \| \| Municipios \| Municipios \| \| Coeficiente de Gini \| Coeficiente de Gini \| \| Jerez de la Frontera \| Jerez de la Frontera \| \| 0,318 \| 0,318 \| \| Algeciras \| Algeciras \| \| 0,347 \| 0,347 \| \| Cádiz \| Cádiz \| \| 0,310 \| 0,310 \| \| El Puerto de Santa María \| El Puerto de Santa María \| \| 0,335 \| 0,335 \| \| Chiclana de la Frontera \| Chiclana de la Frontera \| \| 0,317 \| 0,317 \| \| España \| España \| \| 0,32 \| 0,32 \| |                          |  |                     |                     |
| Coeficiente de Gini (2022) |                          |  |                     |                     |
| Municipios | Municipios               |  | Coeficiente de Gini | Coeficiente de Gini |
| Jerez de la Frontera | Jerez de la Frontera     |  | 0,318               | 0,318               |
| Algeciras | Algeciras                |  | 0,347               | 0,347               |
| Cádiz | Cádiz                    |  | 0,310               | 0,310               |
| El Puerto de Santa María | El Puerto de Santa María |  | 0,335               | 0,335               |
| Chiclana de la Frontera | Chiclana de la Frontera  |  | 0,317               | 0,317               |
| España | España                   |  | 0,32                | 0,32                |

Según la Fundación de Estudios de Economía Aplicada (FEDEA), fue uno de los municipios de más de 50.000 habitantes que más redujo su Coeficiente de Gini entre 2015 y 2016, concretamente un 7,69%.

### Deuda municipal
Además, tras la Crisis de 2008, el Ayuntamiento de Jerez de la Frontera se encuentra en una situación delicada en cuanto a su nivel de deuda, situándose su deuda por habitante en los 4.371€ (en total 929.819 miles de euros) en 2022, siendo, tras el Ayuntamiento de Jaén, el ayuntamiento más endeudado de las grandes ciudades españolas.En términos absolutos, sólo le superan en deuda el Ayuntamiento de Madrid y el de Barcelona.
| Gráfica de evolución de la deuda viva del Ayuntamiento de Jerez de la Frontera entre 2008 y 2024 |
|                                                                                                  |
| Datos expresados en miles de euros.                                                              |

| Gráfica de evolución de la deuda por habitante del Ayuntamiento de Jerez de la Frontera entre 2008 y 2024 |
| |
| Datos expresados en euros por habitante.                                                                  |

En 2019, se publica el documental ¿Quién ha hipotecado a mi Ayuntamiento?, producido por el partido político Ganemos Jerez y dirigido por Yago Álvarez, en el que se habla sobre la historia de la deuda del municipio y los escándalos de corrupción.

## Actividad económica por sectores

### Agricultura y ganadería

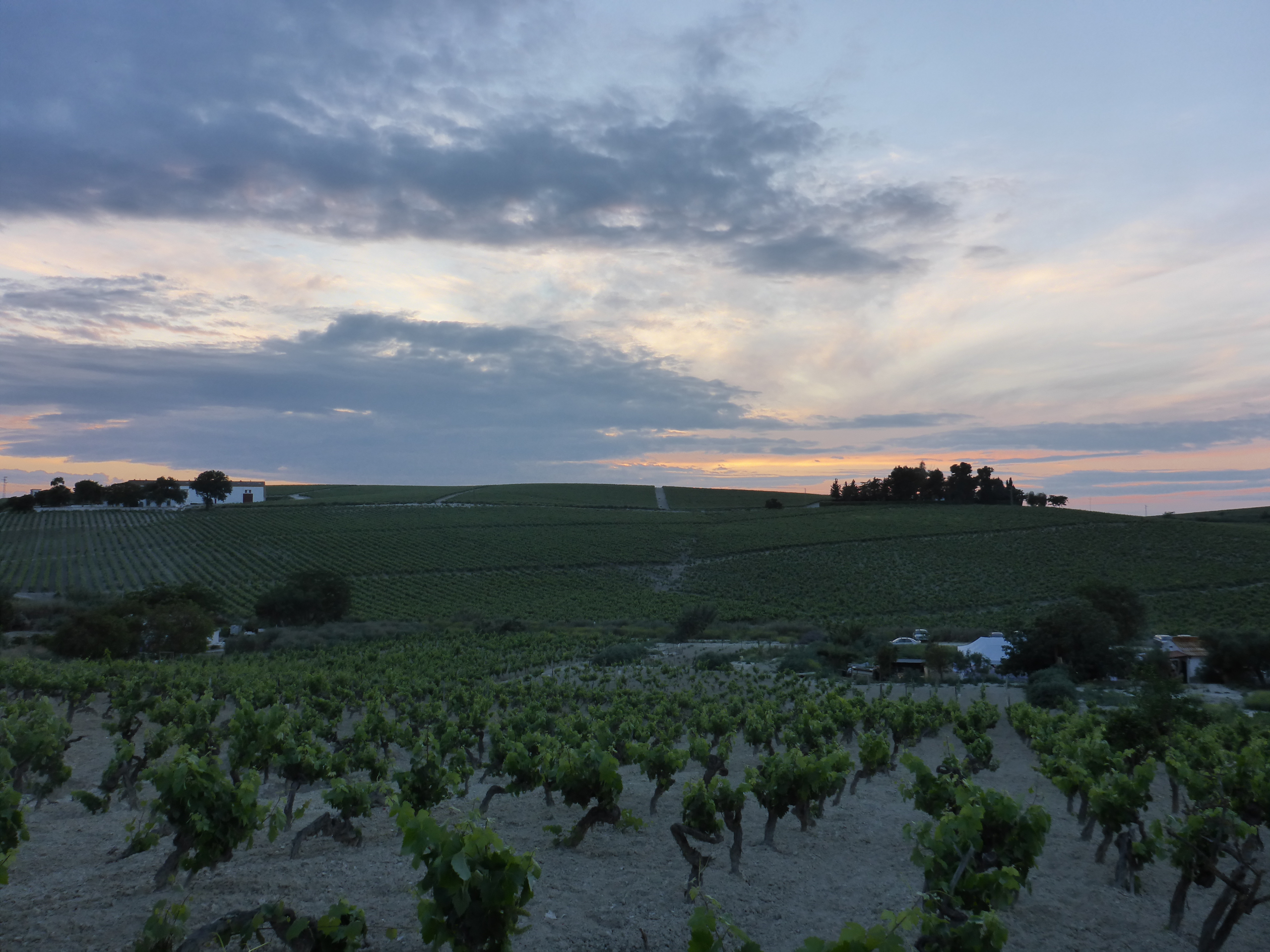
Puesta de sol en los viñedos del municipio.

Según el censo agrario de 1999, el término municipal de Jerez contaba con 110 735 hectáreas de explotaciones agrarias. El término municipal de la ciudad posee mayor importancia relativa de suelos dedicados a cultivos (66,51%) que la media provincial (39,98%). Por otro lado, el suelo de tipo forestal y dehesas es menor en Jerez (25,38% frente al 48,52% provincial).
Quizá el cultivo más representativo es el de la uva, ligado a la industria vitivinícola de la ciudad. La vendimia se realiza entre agosto y septiembre y viene acompañada de la Fiesta de la Vendimia.Sin embargo, la agricultura local está más volcada en los cultivos herbáceos (60.964 ha en 2022), como el algodón o el trigo, que en los cultivos leñosos (10.975 ha en 2022), como la uva o el olivo. Otros cultivos destacados son la remolacha, el girasol y el garbanzo.
El ganado bovino es el que tiene mayor representación en el municipio, con 28.314 cabezas censadas en 2003 (ej. Casa de los Toreros y Cebada Gago), seguido del ganado caballar, con 5.273 cabezas ese mismo año.Cada año se celebra en la Institución Ferial de Cádiz (IFECA) la Feria Nacional de Ganadería y Agricultura (FEGASUR), cuya edición de 2023 fue visitada por 11.400 personas.
Desde 1989, la ciudad alberga la única granja de cocodrilos de Europa, llamada Kariba, que ha llegado a criar hasta 1800 cocodrilos.

### Industria

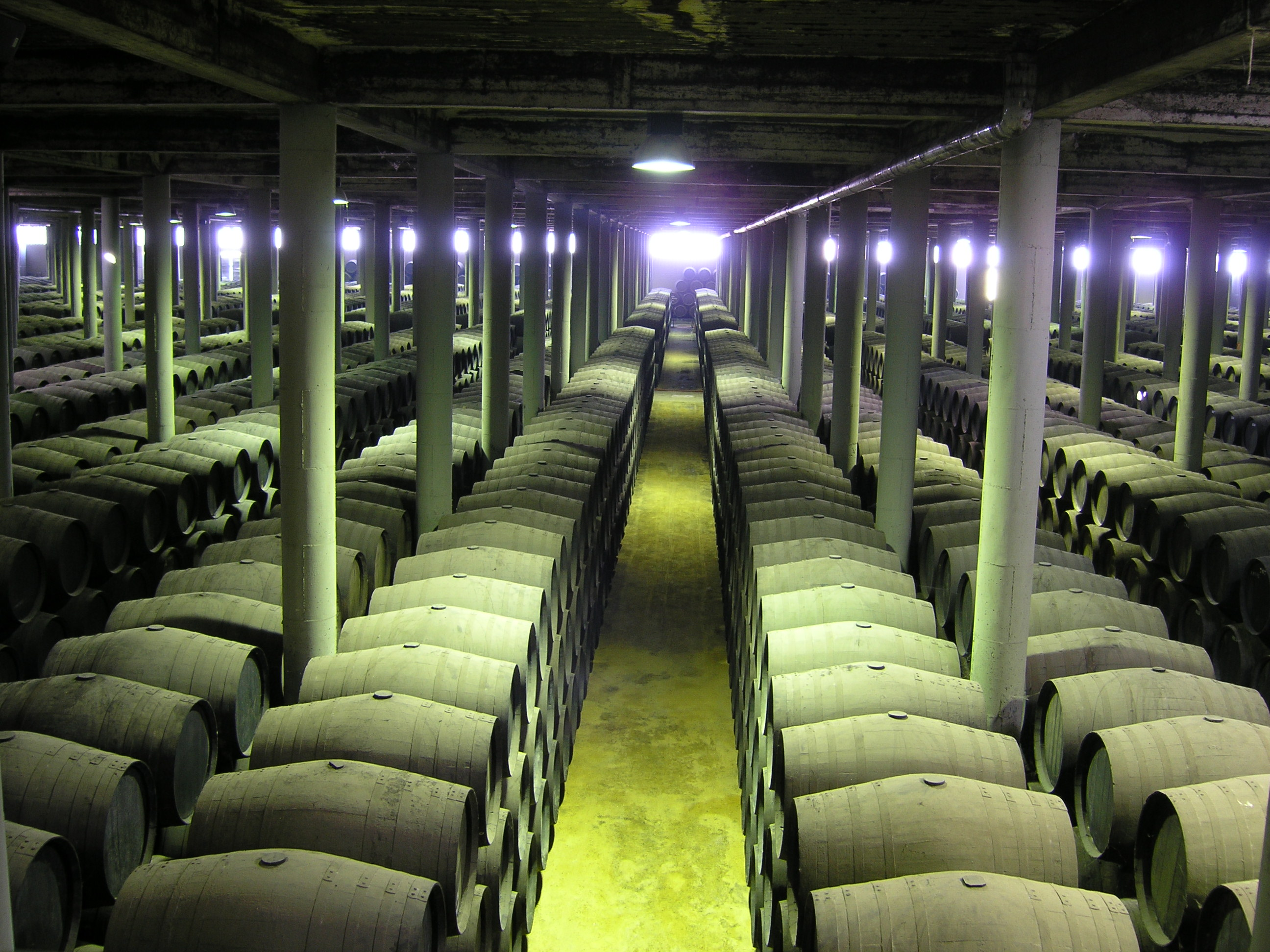
Toneles de vino en las Bodegas Garvey.

Jerez fue tradicionalmente una ciudad centrada en la industria vitivinícola, con exportaciones del vino Jerez a todo el mundo, destacando en la actualidad la tricentenaria Bodegas Fundador y la centenaria González Byass, entre otras (véase Anexo:Bodegueros y vinateros del Marco de Jerez).El Marco de Jerez cuenta con cuatro denominaciones de origen “Jerez-Xerez-Sherry”, “Manzanilla-Sanlúcar de Barrameda”, “Vinagre de Jerez” y "Brandy de Jerez", a estos se les suman el resto de variedades de vinos de la tierra de Cádiz.Según los datos aportados por los consejos reguladores, en 2005, sus principales importadores de vino fueron Reino Unido (182.001,1 hl), Holanda (143.542,4 hl) y Alemania (64.411,4 hl).Desde 1998, se celebra cada dos años en la ciudad el Salón Internacional de los Vinos Nobles.Desde Jerez también se exporta mosto.
A ésta le complementan otras empresas auxiliares como Torrent Closures, Tapones del Sur SL, Vriaza o la Tonelería Huberto Domecq. Otras industrias de referencia en la ciudad son la del azúcar, destacando la Azucarera del Guadalete, y la cementera, destacando la planta de Holcim.
La ciudad cuenta en total con 5.579.459 metros cuadrados para actividades económicas en polígonos industriales, y según el actual PGOU, está prevista la puesta en marcha de 1.630.000 metros cuadrados más. Los más destacados son el polígono industrial El Portal, el parque empresarial, la Ciudad del Transporte, el polígono industrial Cuatro Caminos y el Parque Tecnológico Agroindustrial.

#### Construcción
Otro importante sector es el inmobiliario. En 2023, se publica un análisis del mercado del suelo en España llevado a cabo por una sociedad de tasación, que revelaba que la oferta de suelo para construir unifamiliares no cubre toda la demanda en Jerez. En 2024, un estudio basado en los datos que proporciona el portal inmobiliario Fotocasa, Jerez es la octava ciudad andaluza con menor tiempo para alcanzar la rentabilidad en inversión en viviendas.
En 2023 se llevó a cabo en la Institución Ferial de Cádiz (IFECA) la feria de la construcción "Expoconstruye".

#### Energía
Jerez se ha consolidado en los últimos años como un importante centro de producción de energía eólica y fotovoltaica. Destacan también proyectos de hidrógeno verde en la ciudad.

### Servicios

#### Comercio
La ciudad cuenta con varios centros comerciales, siendo los más destacados Área Sur y Luz Shopping, que se encuentran uno al lado del otro, formando uno de los complejos comerciales más grandes del país. Ambos centros comerciales cuentan con zonas de ocio, moda y restauración. Área Sur cuenta con las marcas del grupo Inditex, Primark, cines y bolera. Luz Shopping inauguró el segundo IKEA de Andalucía y destaca por su zona de moda outlet, con marcas como Desigual, Guess? o El Corte Inglés. La ciudad cuenta con otras superficies comerciales: unos grandes almacenes de El Corte Inglés (reformados en 2023), dos centros comerciales de la marca Carrefour, un establecimiento Leroy Merlin y otros centros comerciales de menor tamaño.
Otros lugares emblemáticos del comercio jerezano son la Calle Larga, el Mercado Central de Abastos y El Rastro, celebrado todos los domingos en el parque González Hontoria.

#### Turismo

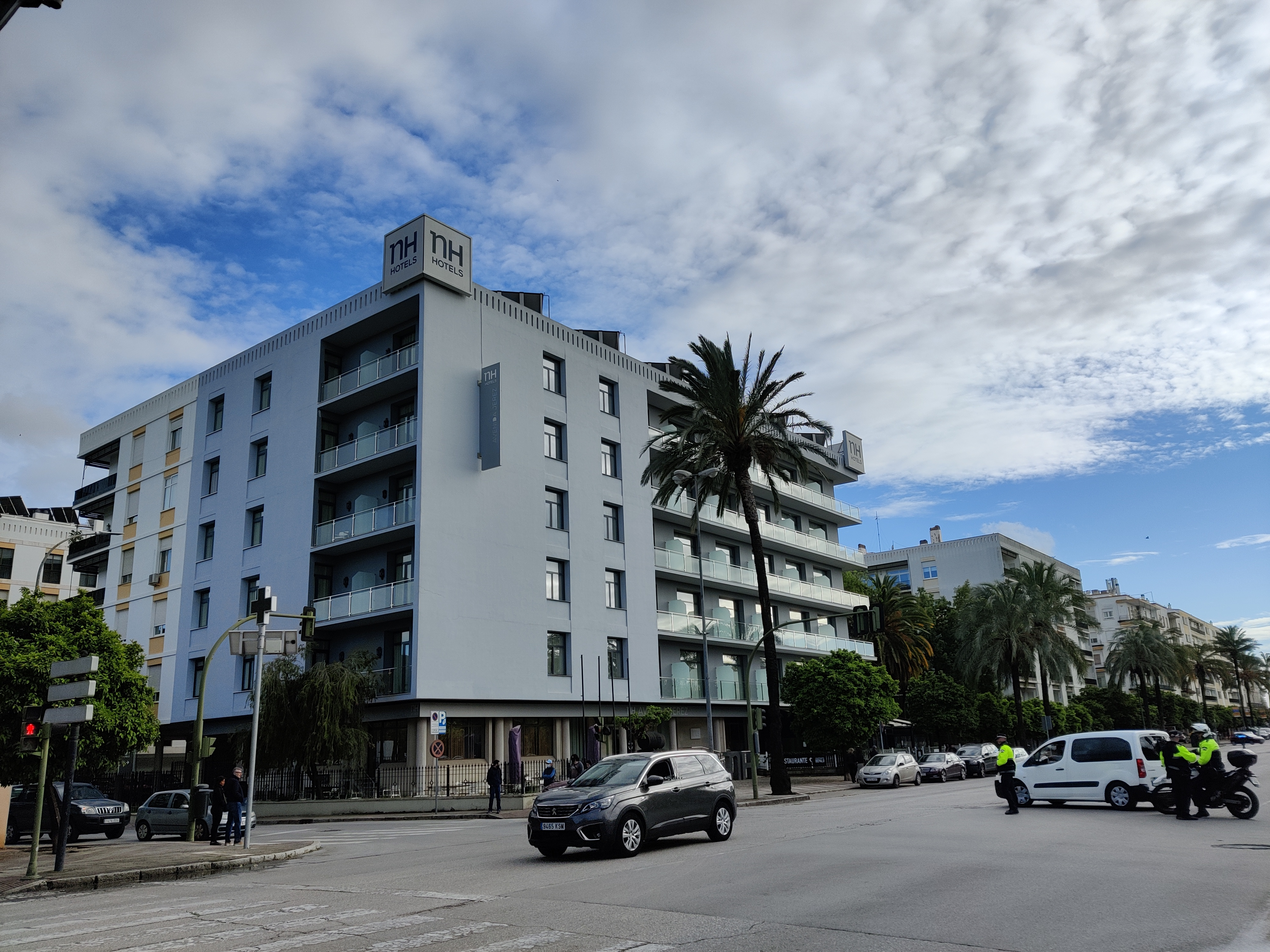
Hotel de la multinacional NH Hotel Group en la avenida Alcalde Álvaro Domecq.

El vino, los caballos, el flamenco y el motociclismo son los principales atractivos turísticos de la ciudad, destacando también los monumentos del centro histórico (la Catedral, el Alcázar..), sus fiestas y sus museos (el Museo Arqueológico, los Museos de la Atalaya...). Además, la ciudad se nutre de las sinergías que produce encontrarse cerca de otros puntos turísticos de importancia como Cádiz (98,16% y 93,25% de ocupación hotelera en el primer y el segundo sábado del Carnaval de Cádiz de 2024 respectivamente, frente al 85% y al 78% de la propia capital) o El Puerto de Santa María.
Los mayores acontecimientos que se producen anualmente en la ciudad son el Campeonato Mundial de Motociclismo (98,06% de ocupación hotelera en 2022), la Feria del Caballo (81,62% de ocupación hotelera en 2022), la Semana Santa (86,75% de ocupación hotelera en 2022) y las zambombas, que tienen un gran impacto económico en la ciudad. Otras fiestas y eventos destacados las Fiestas de la Vendimia, el Festival de Flamenco de Jerez (77,56% de ocupación hotelera en 2022), el Carnaval de Jerez, la Pasarela Flamenca Tío Pepe y los eventos celebrados en la Institución Ferial de Cádiz (IFECA), como el Salón Manga o Juvelandia. Jerez fue sede del Gran Premio de Europa de Fórmula 1 en 1994 y 1997, del Gran Premio de España de Fórmula 1 entre 1986 y 1990, de los Juegos Ecuestres Mundiales de 2002 y del Volvo Masters entre 1997 y 2001.
En noviembre de 2023, la ciudad contaba con 852 apartamentos turísticos y 3.515 plazas hoteleras, siendo agosto, julio y septiembre los meses con mayor ocupación hotelera, según el Instituto Nacional de Estadística (INE).Según los datos proporcionados por el Ayuntamiento, en el primer semestre de 2022, el 62,6% de los turistas eran nacionales, el 7,47% procedían de Francia, el 7,3% de Alemania, el 7,01% de Reino Unido, el 2,54% de Italia, el 2,08% de Bélgica y el 2,05% de Países Bajos.
| Categoría | N.º de establecimientos |
| --------- | ----------------------- |
| *****     | 3                       |
| ****      | 13                      |
| ***       | 5                       |
| **        | 6                       |
| *         | 7                       |

#### Transporte
Jerez, por su situación entre carreteras de gran capacidad, la línea de alta velocidad Sevilla-Cádiz y el Aeropuerto Internacional de Jerez-La Parra, es un importante punto logístico.
Podemos destacar la actividad de la estación de Jerez de la Frontera-Mercancías, que sirve como puerto seco del Puerto de la Bahía de Cádiz y en 2021 contabilizó 19.390 UTIS (Unidades de Transporte Intermodal), en ella también se encuentra una base de mantenimiento de trenes de Renfe Fabricación y Mantenimiento.

El Aeropuerto Internacional Jerez-La Parra tuvo mayor importancia a nivel mercancías en el pasado, teniendo ahora un peso simbólico en este ámbito, como se indica en la siguiente gráfica.
| Gráfica de evolución de la mercancía del Aeropuerto Internacional de Jerez-La Parra entre 2004 y 2023 |
| |
| Datos expresados en kilogramos.                                                                       |

Éste también combina los vuelos de pasajeros, de mercancías y de aviación general, con la actividad de FTE Jerez y Fly-in-Spain, escuelas de pilotos profesionales y controladores aéreos.

## Investigación y apoyo empresarial

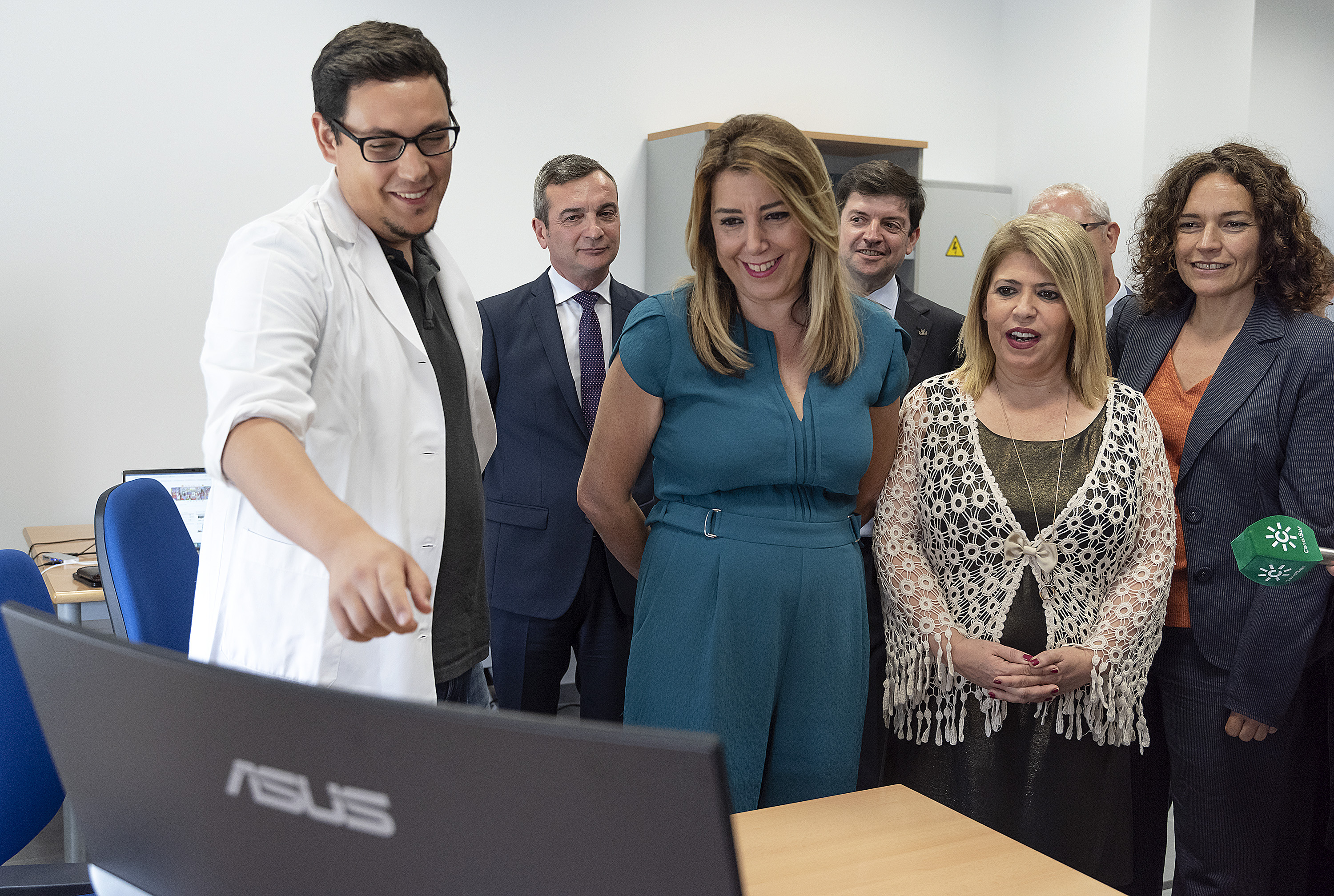
La expresidenta de la Junta de Andalucía Susana Díaz y la exalcaldesa Mamen Sánchez, en la inauguración del INDESS en 2018

Dentro del Campus de Jerez de la Universidad de Cádiz, se encuentra el Instituto Universitario de Investigación en Desarrollo Social Sostenible (INDESS), nacido en 2010, cuyo objetivo principal es "la promoción y realización de investigaciones científicas en el campo de las ciencias sociales con el propósito de contribuir al avance de estas disciplinas y al conocimiento y solución de los problemas regionales, nacionales y globales de acuerdo siempre con los principios de libertad de investigación y pluralidad teóricometodológica".
Existen diversas entidades que han mostrado su apoyo en la economía local, de las que podemos destacar la Cámara de Comercio de Jerez, el Centro Andaluz de Emprendimiento, la Confederación de Empresarios de la Provincia de Cádiz, COAG Andalucía, el Centro Europeo de Empresas e Innovación, el Centro de Empresas Andana, el Centro Andaluz de Empleo, la Asociación de Empresarios y Comerciantes de la Zona Sur, la Asociación Unión de Comerciantes de Jerez, la Federación Española de Empresas Vitivinícolas y Bebidas Espirituosas del Marco de Jerez, la Asociación de Jóvenes Agricultores de Cádiz, Cádiz Red y la Asociación de Jóvenes Empresarios AJE Cádiz. 